# Drymusa spelunca
Drymusa spelunca är en spindelart som beskrevs av Bonaldo, Rheims och Antonio D. Brescovit 2006. Drymusa spelunca ingår i släktet Drymusa och familjen Drymusidae. Inga underarter finns listade i Catalogue of Life.